# Лісне (Сахалінська область)
Лісне (рос. Лесное) — село у Корскаковському міському окрузі Сахалінської області Російської Федерації.
Населення становить 119 осіб (2013).

## Історія
З 1905 по 3 вересня 1945 року у складі губернаторства Карафуто Японії, відтак у складі Корсаковського міського округу Сахалінської області.

## Населення
| 1925 | 1935  | 2002 | 2010 | 2013 |
| ---- | ----- | ---- | ---- | ---- |
| 1999 | ↘1364 | ↘173 | ↘132 | ↘119 |